# 児玉恕忠
児玉 恕忠（こだま じょちゅう、1849年8月22日（嘉永2年7月5日） - 1923年（大正12年）11月29日）は、幕末の長州藩士、明治期の陸軍軍人。最終階級は陸軍中将。旧名・粟屋次郎作。「如忠」と表記される場合がある。

## 経歴
長州藩士・粟屋三右衛門の二男として生まれる。戊辰戦争において東北などに出征した。
明治維新後、陸軍に仕官し、1871年9月28日（明治4年8月14日）、陸軍少尉に任官。1884年、児玉少介の養子となる。
1896年10月、歩兵第23連隊長に就任。1898年2月2日、歩兵大佐に昇進し、同年3月、近衛歩兵第2連隊長に転じた。1903年7月2日、陸軍少将に進み歩兵第17旅団長に就任。
日露戦争に出征して、遼陽会戦、沙河会戦、奉天会戦に従軍し、激戦を戦いぬいた。1907年7月15日、陸軍中将に昇進と同時に後備役に編入された。

## 栄典
位階
- 1885年（明治18年）7月25日 - 従六位[6]
- 1892年（明治25年）4月9日 - 正六位[7]
- 1897年（明治30年）7月10日 - 従五位[8]
- 1902年（明治35年）10月20日 - 正五位[9]
- 1907年（明治40年）8月10日 - 従四位[10]
- 1923年（大正12年）11月29日 - 正四位[11]

勲章等
- 1889年（明治22年）5月13日 - 勲五等瑞宝章[12]
- 1895年（明治28年）11月18日 - 明治二十七八年従軍記章[13]
- 1896年（明治29年）6月10日 - 功四級金鵄勲章・双光旭日章[14]
- 1897年（明治30年）5月10日 - 勲四等瑞宝章[15]
- 1904年（明治37年）11月29日 - 勲三等瑞宝章[16]
- 1906年（明治39年）4月1日 - 功二級金鵄勲章・勲二等旭日重光章・明治三十七八年従軍記章[17]

外国勲章佩用允許
- 1905年（明治38年）1月26日 - 大清帝国：二等第三双竜宝星[18]

## 著作
- 『宜蘭の木枯:戦闘詳報』児玉如忠、1896年。